# Jurinia laticornis
Jurinia laticornis là một loài ruồi trong họ Tachinidae.